# Stephanie Labbé
Pour les personnes ayant le même patronyme, voir Labbé.
Stephanie Lynn Marie Labbé (née le 10 octobre 1986 à Edmonton) est une joueuse canadienne de football qui évolue au poste de gardienne de but. Elle remporte, avec l'équipe canadienne, la médaille d'or aux Jeux olympiques de Tokyo.

## Carrière

### Jeunesse
Stephanie Labbé commence le soccer à l'âge de 12 ans dans son club local des Spruce Grove Saints près d'Edmonton.

### Carrière en club
De 2005 à 2008, elle étudie à l'université du Connecticut, où elle s'aligne pour l'équipe universitaire, les Huskies. Elle joue professionnellement en Suède de 2009 à 2014, d'abord pour le Piteå IF jusqu'en 2011, puis pour le KIF Örebro DFF jusqu'en 2014. À l'expiration de son contrat, elle se consacre à la préparation pour la Coupe du monde de 2015.

#### Spirit de Washington
En septembre 2017, Labbé annonce qu'elle ratera le reste de la saison. Bien que ni Labbé ni son club n'a annoncé la raison, Labbé a parlé publiquement de souffrir de dépression avant son congé. En février 2019, le Spirit de Washington annonce que Labbé ne sera pas de retour.

#### Foothills de Calgary
En mars 2018, Labbé s'engage avec les Foothills de Calgary, une équipe masculine qui évolue dans la Premier Development League. Cependant, la PDL refuse de permettre à Labbé d'évoluer pour les Foothills parce qu'elle est une femme. En réponse, Labbé intente une action en justice contre la PDL.

#### Linköpings FC
La 10 juillet 2018, Labbé s’engage avec le Linköpings FC du championnat suédois. Elle participe à la Ligue des Champions 2018-2019.

#### Courage de la Caroline du Nord
Le 11 février 2019, Labbé retourne en NWSL et s'engage avec le Courage de la Caroline du Nord. Elle remporte le titre cette année-là.

#### FC Rosengård
Le 21 décembre 2020, Labbé retrouve le championnat suédois en rejoignant le FC Rosengård.

#### Paris Saint-Germain
À la fin du mercato d'été 2021, elle découvre un nouveau championnat en s'engageant avec le Paris Saint-Germain.
Le 19 janvier 2022, elle rompt son contrat avec le club parisien après six mois passés en France, mettant ainsi fin à sa carrière en club. Il lui reste toutefois un dernier match à jouer avec la sélection canadienne au printemps 2022. 

### Carrière internationale
En 2002, à 15 ans, Labbé entre dans le programme national de formation. Elle participe aux Jeux panaméricains de 2003, gagnant la médaille d'argent. Elle fait partie de l'équipe championne du Championnat de la CONCACAF des moins de 20 ans en 2004 et participe à la Coupe du monde des moins de 19 ans en Thaïlande la même année. En 2006, elle participe de nouveau au Championnat de la CONCACAF des moins de 20 ans ainsi qu'à la Coupe du monde des moins de 20 ans en Russie. 
Le 27 juillet 2008 elle fait ses débuts avec l'équipe nationale féminine lors d'un match contre Singapour. Elle est sélectionnée pour la Coupe du monde de 2011 mais reste sur le banc. Elle est de nouveau sélectionnée pour la Coupe du monde de 2015, et ne prend pas part au jeu non plus.

## Palmarès

### En club
- Championne de la NWSL : 2019

### En équipe nationale
- Médaille de bronze aux Jeux olympiques d'été de 2016.
- Médaille d'argent au Championnat féminin de la CONCACAF 2018.
- Médaille d'or aux Jeux olympiques de Tokyo 2020.

## Vie personnelle
Stephanie Labbé est ouvertement lesbienne. Elle est en couple avec la coureuse cycliste canadienne Georgia Simmerling rencontrée lors des Jeux olympiques d'été de 2016.